# Буддизм Ваджраяны в России
Буддизм Ваджраяны в России — международная междисциплинарная научно-практическая конференция, посвящённая всестороннему изучению истории и современности буддийских традиций Ваджраяны на территории России. Конференция проходит на регулярной основе раз в 2 года в различных городах России под руководством известных учёных-буддологов.
Это научно-практический форум, являющийся единой площадкой для взаимодействия как между представителями различных научных дисциплин (буддологов, историков, культурологов, психологов, искусствоведов и т. д.), так и между научным сообществом и представителями буддийских общин, относящих себя к традиции Ваджраяны.

## История конференции
| Год  | Даты           | Город           | Тематика конференции                                                         |
| ---- | -------------- | --------------- | ---------------------------------------------------------------------------- |
| 2008 | 21-22 октября  | Санкт-Петербург | «Буддизм Ваджраяны в России: История и современность»                        |
| 2010 | 16-18 октября  | Москва          | «Буддизм Ваджраяны в России: От контактов к взаимодействию»                  |
| 2012 | 21-24 сентября | Владивосток     | «Буддизм Ваджраяны в России: Исторический дискурс и сопредельные культуры»   |
| 2014 | 10-13 октября  | Астрахань       | «Буддизм Ваджраяны в России: Традиции и новации»                             |
| 2018 | 19-22 октября  | Санкт-Петербург | «Буддизм Ваджраяны в России: Актуальная история и социокультурная аналитика» |

### 2008 год. Санкт-Петербург.
Первая научно-практическая конференция «Буддизм Ваджраяны в России: История и современность» состоялась в Санкт-Петербурге в октябре 2008 года. Инициатором форума стала Российская Ассоциация буддистов школы Карма Кагью (РАБШКК), а в организации конференции приняли участие или оказали поддержку Государственный музей истории религии, Центр философской компаративистики факультета философии и политологии СПбГУ, Отдел по связям с религиозными объединениями Администрации губернатора Санкт-Петербурга.
В конференции приняли участие как видные ученые, исследующие различные аспекты буддизма: буддологи, философы, историки, культурологи, психологи, физиологи, искусствоведы, так и религиозные деятели различных школ тибетского буддизма.
Председатель — доктор философских наук Л. Б. Четырова (Самара).
По итогам конференции издан сборник статей «Буддизм Ваджраяны в России: История и современность».

### 2010 год. Москва
Вторая Международная научно-практическая конференция «Буддизм Ваджраяны в России: От контактов к взаимодействию» прошла с 16 по 18 октября 2010 года в Москве, в Институте востоковедения РАН. Тематика конференции была заметно расширена. В докладах участников поднимались такие, например, актуальные темы как механизмы диалога культур в России и проблемы религиозного образования в российских школах и высших учебных заведениях.
В конференции приняли участие более 100 ученых из России, Великобритании, Германии, Австрии, Дании, Индии, Испании, Казахстана, Киргизии, Польши, Украины, Франции.
Сопредседатели: доктор исторических наук Н. Л. Жуковская (Москва) и доктор культурологии А. М. Алексеев-Апраксин (Санкт-Петербург).
Материалы конференции вошли в коллективную монографию «Буддизм Ваджраяны в России: От контактов к взаимодействию»

### 2012 год. Владивосток
Третья конференция «Буддизм Ваджраяны в России: Исторический дискурс и сопредельные культуры» прошла 21-24 сентября 2012 года во Владивостоке. Её организаторами выступили Российская Ассоциация Буддистов Алмазного Пути Традиции Карма Кагью, Институт истории, археологии и этнографии народов дальнего востока ДВО РАН, Центр философской компаративистики и социально-гуманитарных исследований философского факультета СПбГУ.
Сопредседатели: кандидат исторических наук Н. Г. Артемьева (Владивосток) и кандидат исторических наук Е. В. Леонтьева (Москва).
По итогам конференции издана коллективная монография «Буддизм Ваджраяны в России: Исторический дискурс и сопредельные культуры» (Отв. ред. Е. В. Леонтьева; сост. В. М. Дронова — М.: Алмазный путь, 2013. — 512 с.: илл.)

### 2014 год — Астрахань
Четвёртая Международнародная научно-практическая конференция «Буддизм Ваджраяны в России: традиции и новации» состоялась 10-13 октября 2014 года в г. Астрахани. Партнёрами Российской Ассоциации буддистов Алмазного пути традиции Карма Кагью выступили ОГБУК "Астраханский музей-заповедник", ФГБОУ ВПО "Астраханский государственный технический университет", ФГБОУ ВПО «Астраханский государственный университет», Институт философии СПбГУ, Центр философской компаративистики и социально-гуманитарных исследований Института философии СПбГУ и Кафедра ЮНЕСКО по компаративным исследованиям духовных традиций, специфики культур и межрелигиозного диалога. Сопредседатели Оргкомитета: доктор исторических наук Н. Л. Жуковская (Ин-т этнологии и антропологии РАН, Москва), доктор культурологии А. М. Алексеев-Апраксин (СПбГУ, Санкт-Петербург) и директор Астраханского музея-заповедника Т. В. Васильченко (Астрахань). Координаторы: В.М. Дронова и А.Б. Соколов (Санкт-Петербург). 
Целью конференции было дальнейшее развитие междисциплинарного и разностороннего глубокого подхода к исследованию буддизма Ваджраяны, позволяющего собрать вместе буддологов из различных отраслей науки и буддистов разных школ и направлений для создания новых уровней взаимоотношений и понимания друг друга. Тематически конференция была ориентирована на историю и современность буддизма Махаяны и Ваджраяны в России, на развитие контактов и взаимодействия между государством, научным сообществом и практикующими буддистами. Особое внимание было уделено исследованиям мирского буддизма в местах традиционного бытования буддизма, наряду с монашеским, а также вопросам распространения буддизма и формам рецепции буддийской культуры в России, в сопредельных государствах и на Западе, методам Ваджраяны и их роли в развитии интеллектуальных и творческих способностей личности. Для участия в конференции съехались исследователи и практики буддизма со всей России, а также из стран ближнего и дальнего зарубежья.
По итогам конференции издана коллективная монография «Буддизм Ваджраяны в России: Традиции и новации» (Отв.ред. А. М. Алексеев-Апраксин; сост. В. М. Дронова — М.: Алмазный ауть, 2016. — 700 с.: илл.)

### 2016 год — Красноярск
Пятая международная научно-практическая конференция «Буддизм Ваджраяны в России: На перекрёстке культур» с успехом прошла 14-17 октября 2016 г. в Красноярске. Организаторами Пятой конференции выступили: Российская Ассоциация буддистов Алмазного пути традиции Карма Кагью, Администрация Губернатора Красноярского края, Институт востоковедения РАН, Центр философской компаративистики и социально-гуманитарных исследований Института философии СПбГУ, Институт истории и археологии АН Монголии, Красноярский краевой краеведческий музей, Государственная универсальная научная библиотека Красноярского края. В Пятой конференции приняли участие ученые из Европы и Азии, ближнего зарубежья, традиционных российских буддийских республик и других регионов нашей страны. Общее количество участников 78 чел., из них 16 зарубежных участников из Белоруссии, Болгарии, Великобритании, Израиля, Казахстана, Китая, Монголии, Нидерландов, Польши, Украины и Эстонии. По программе конференции были проведены пленарное, 5 секционных заседаний и круглый стол на тему: «Буддийские артефакты и предметы искусства на территории России».
По результатам конференции издана коллективная научная монография «Буддизм Ваджраяны в России: На перекрёстке культур»(отв. ред. Е. В. Леонтьева; сост. В. М. Дронова. — М.: Алмазный путь, 2018).

### 2018 год — Санкт-Петербург
19-22 октября 2018 года свое продолжение получила ставшая уже традиционной, организуемая по инициативе Российской Ассоциации буддистов Алмазного пути традиции Карма Кагью при поддержке Отдела по связям с религиозными организациями Администрации Губернатора Санкт-Петербурга, Государственного Эрмитажа, Государственного музея истории религии, Института восточных рукописей РАН, Центра философской компаративистики и социально-гуманитарных исследований Института философии СПбГУ, Института востоковедения РАН, кафедры ЮНЕСКО по компаративным исследованиям духовных традиций, специфики культур и межрелигиозного диалога, Института истории и археологии АН Монголии, Института исследований России и Евразии Кьянпьюкского национального университета (Южная Корея) Шестая Международная научно-практическая конференция «БУДДИЗМ ВАДЖРАЯНЫ В РОССИИ: АКТУАЛЬНАЯ ИСТОРИЯ И СОЦИОКУЛЬТУРНАЯ АНАЛИТИКА». Место проведения — Санкт-Петербург: Государственный музей истории религии, Государственный Эрмитаж, Институт восточных рукописей РАН. На конференции прозвучало более 80 докладов и три презентации: презентация антологии "Буддизм PRO ET CONTRA" (сост. С.В. Пахомов), предпремьерный показ снятого по заказу РАН фильма Е. Леонтьевой "Буддизм в России: из прошлого в настоящее" и презентация фотоальбома "Королевство Занскар" (фотограф А.А. Дымников, автор текста А.М. Алексеев-Апраксин). Общее количество участников 91 чел., из них 15 зарубежных участников из Белоруссии, Великобритании, Германии, Израиля, Китая, Мексики, Монголии, Польши, США и Эстонии. По программе конференции были проведены пленарное, 5 секционных заседаний и круглый стол на тему: "Визуальная Дхарма". 
По результатам конференции будет издана коллективная монография "Буддизм Ваджраяны в России: Актуальная история и социокультурная аналитика".

## Отзывы
«Основные задачи конференции — раскрыть сущность философских и психологических аспектов буддизма Ваджраяны, охарактеризовать социальные и духовные предпосылки восприятия философии буддизма, понять причины успешной адаптации буддизма Ваджраяны в современном обществе» — Александр Койбагаров, президент РАБШКК.